# Kitale Airport
Kitale Airport är en flygplats i Kenya. Den ligger i den västra delen av landet, 300 km nordväst om huvudstaden Nairobi. Kitale Airport ligger 1 850 meter över havet.
Terrängen runt Kitale Airport är en högslätt. Runt Kitale Airport är det tätbefolkat, med 411 invånare per kvadratkilometer. Närmaste större samhälle är Kitale, 7,2 km nordost om Kitale Airport. Omgivningarna runt Kitale Airport är en mosaik av jordbruksmark och naturlig växtlighet.